# مارسو فورکاد
مارسو فورکاد (فرانسوی: Marceau Fourcade‎؛ زادهٔ ۲۶ ژانویهٔ ۱۹۰۵- درگذشته نامشخص) قایقران روئینگ اهل فرانسه بود.